# Casamassima
Casamassima est une commune italienne de la ville métropolitaine de Bari dans la région des Pouilles. Elle est surnommée « Paese Azzurro » (le pays bleu).

## Économie
Le territoire communal fait partie de la zone de production de la Mozzarella di Gioia del Colle (AOP).

## Administration
| Période                                  | Période    | Identité       | Étiquette     | Qualité |
| ---------------------------------------- | ---------- | -------------- | ------------- | ------- |
| 16 juin 2015                             | juin 2018  | Vito Cessa     | Liste civique | Maire   |
| 24 juin 2018                             | (en cours) | Giuseppe Nitti | Liste civique | Maire   |
| Les données manquantes sont à compléter. |            |                |               |         |

### Communes limitrophes
Acquaviva delle Fonti, Adelfia, Capurso, Cellamare, Noicattaro, Rutigliano, Sammichele di Bari, Turi, Valenzano

## Personnalités
- Enzo Fiermonte (1908-1993), réalisateur, acteur et boxeur